# أوسا
اوسا (بالروسية: Оса) هي إحدى مدن روسيا في الكيان الفدرالي الروسي بيرم كراي.